# Little Yellow Duck Project

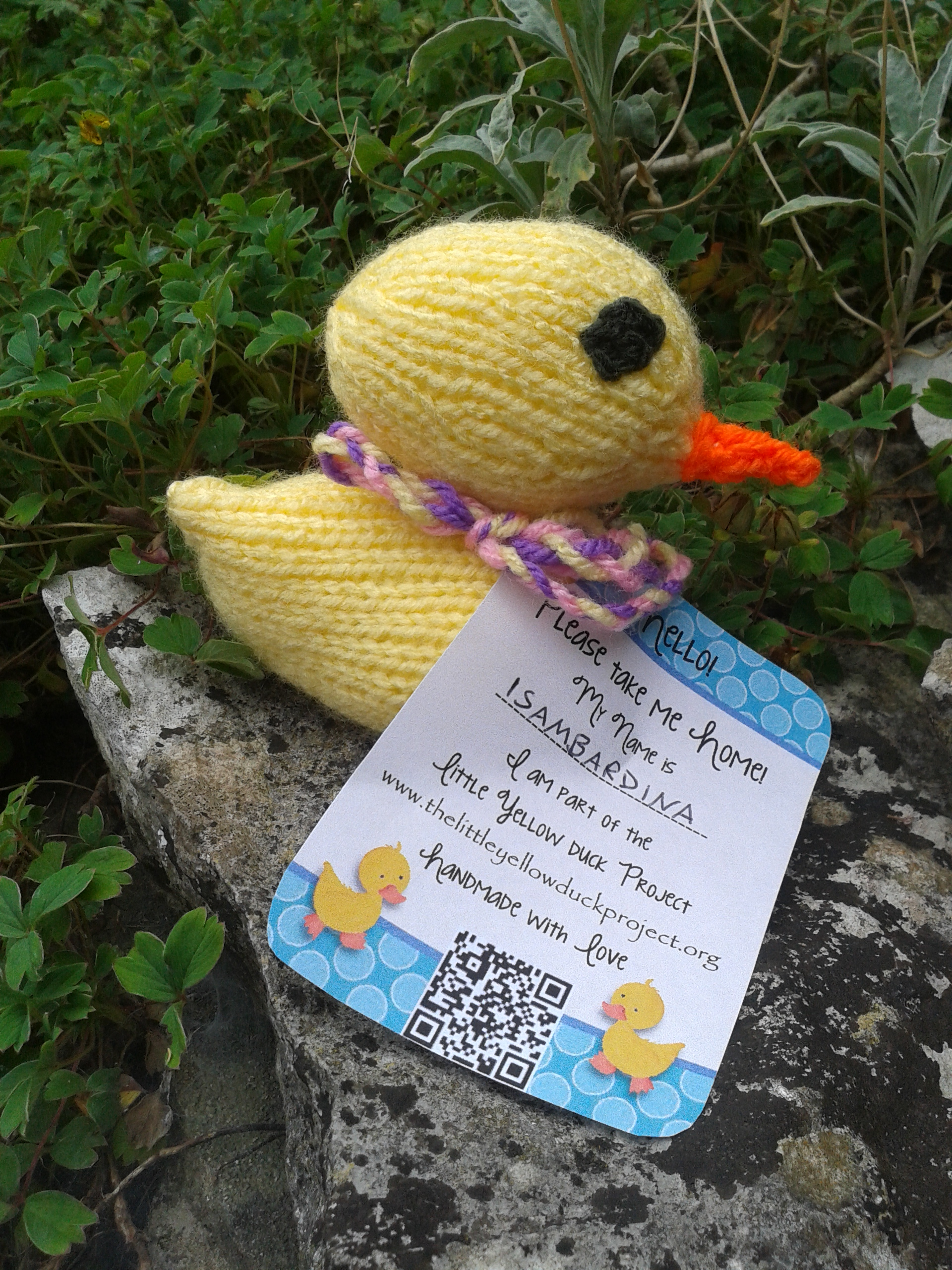
Утка проекта

Little Yellow Duck Project (рус. Проект «Маленькая жёлтая утка») — это международный проект из Великобритании, начатый в 2014 году для повышения осведомленности о необходимости донорства органов, стволовых клеток и крови. Участникам предлагается связать спицами, крючком или иным образом маленьких жёлтых уточек, а затем оставить их в общественных местах, чтобы их не нашли посторонние. У каждой утки есть тег, представляющий проект, часто с именем утки и побуждающий нашедшего войти на веб-сайт проекта. Там они могут о том, что нашли утку и узнать больше о потребности в донорах органов, стволовых клеток и крови, а также о том, как ими стать.
Проект был начат британкой Эммой Харрис в память о своей подруге Клэр Круикшанк, которая умерла от муковисцидоза в возрасте 26 лет 15 апреля 2013 года в ожидании пересадки двойных лёгких. Круикшенк всю жизнь собирала резиновых уточек, и это вдохновило её на проект. Проект получил освещение в международных СМИ, включая блоги и веб-сайты.